# Карпике
Карпике́ (фр. Carpiquet) — коммуна во Франции, находится в регионе Нижняя Нормандия. Департамент коммуны — Кальвадос. Входит в состав кантона Кан 2-й кантон. Округ коммуны — Кан.
Код INSEE коммуны — 14137.

## Население
Население коммуны на 2010 год составляло 2374 человека.
| 1962 | 1968 | 1975 | 1982 | 1990 | 1999 | 2010 |
| ---- | ---- | ---- | ---- | ---- | ---- | ---- |
| 1129 | 1315 | 1207 | 1650 | 1519 | 1861 | 2374 |

## Экономика
В 2010 году среди 1454 человек трудоспособного возраста (15—64 лет) 1075 были экономически активными, 379 — неактивными (показатель активности — 73,9 %, в 1999 году было 73,6 %). Из 1075 активных жителей работали 995 человек (509 мужчин и 486 женщин), безработных было 80 (32 мужчины и 48 женщин). Среди 379 неактивных 141 человек были учениками или студентами, 150 — пенсионерами, 88 были неактивными по другим причинам.